# دیوید کزینسکی
دیوید ریچارد کزینسکی (انگلیسی: David Richard Kaczynski؛ ۳ اکتبر ۱۹۴۹) برادر کوچکتر تد کزینسکی، بمب‌گذار زنجیره‌ای که تا پیش از دستگیری‌اش در سال ۱۹۹۶ توسط اداره تحقیقات فدرال «یونابامر» (Unabomber) نامیده می‌شد است که در دستگیری او نقش مهمی ایفا کرد.
خاطرات او به نام Every Last Tie: The Story of the Unabomber and His Family منتشر شده است که دیوید کزینسکی در آن به شرح رابطه‌ی خود با برادر و والدینش پرداخته و جریان تصمیم همسرش لیندا برای گزارش برادرش به FBI را شرح داده است.

## زندگی‌نامه

### اوایل زندگی
دیوید کزیسنکی در سال ۱۹۷۰ از دانشگاه کلمبیا فارغ‌التحصیل شد. بین دسامبر ۱۹۶۶ تا مه ۱۹۶۷ او ۱۰ مقاله برای the Columbia Daily Spectator نوشت. او در سال ۱۹۷۰ به عنوان معلم دبیرستان در لیسبون، آیووا خدمت میکرد.
دیوید کزیسنکی مانند برادر بزرگترش جامعه را طرد و برای مدتی طولانی در انزوا زندگی کرد. در سال 1984، او قطعه زمینی را در شهرستان بروستر، تگزاس، خرید و حفره‌ای را در خاک بیابان چی‌واوا حفر کرد و تا حدودی دهانه آن را با ورقه‌های فلزی پوشاند تا در آن زندگی کند، در حالی که یک کابین در آن نزدیکی ساخته بود. در سال 1990، پس از مرگ پدرش، او به جامعه بازگشت و با معشوق سابق دبیرستانی خود، لیندا پاتریک، ازدواج کرد.

### نقش او در دستگیری یونابامبر
پس از آنکه یونابامبر در سال ۱۹۹۵ خواستار انتشار بیانیه‌ی خود به نام جامعه صنعتی و آینده آن در یک روزنامه‌ی بزرگ به عنوان شرط توقف بمب‌گذاری شد، نیویورک تایمز و واشنگتن پست بیانیه را منتشر کردند.
همسر دیوید یعنی لیندا پاتریک، با خواندن بیانیه به برادر شوهر خود، تد مشکوک شد و از دیوید خواست که بیانیه را بخواند. دیوید سبک نوشتن تد را تشخیص داد و به وسیله یک وکیل مدافع جنایی این موضوع را به مقامات اطلاع داد و در 3 آوریل 1996، پلیس تد را در کلبه روستایی خود در لینکلن، مونتانا دستگیر کرد.
دیوید از FBI تضمینی در این رابطه دریافت کرده بود که هویتش به عنوان مخبر مخفی باقی بماند اما نام او در رسانه‌ها فاش شد. او در این راستا تلاش کرد که برادرش تد به اعدام محکوم نشود و در نهایت تد به حبس ابد بدون امکان عفو محکوم شد. دیوید بعدها گفت که تصمیم به گزارش برادرش دردناک بود، اما او از نظر اخلاقی مجبور به انجام این کار به عنوان راهی برای جلوگیری از قربانیان بیشتر بود.
دیوید کزینسکی بابت دستگیری یونابامبر یک میلیون دلار پاداش از FBI دریافت کرده بود. این جایزه توسط بودجه ای از کنگره برای وزارت دادگستری تامین شد و در آن زمان یکی از بزرگترین پاداش های صادر شده در یک پرونده داخلی بود. در سال 1998، او به آسوشیتد پرس گفت که قصد دارد اکثریت پول پاداش را بین قربانیان بمب‌گذاری و خانواده‌های آنها توزیع کند، و افزود که این "ممکن است به ما کمک کند تا غم و اندوه خود را در مورد آنچه رخداد داد برطرف کنیم." در نهایت او ۶۳۰هزار دلار را به صندوق بازماندگان Unabomb اهدا کرد.

### شغل
دیوید کزینسکی قبل از تحویل دادن برادرش تد به مقامات، به عنوان یک مددکار اجتماعی کار می‌کرد. او همچنین به عنوان دستیار مدیر یک پناهگاه برای جوانان فراری و بی‌خانمان در آلبانی، نیویورک خدمت کرده بود، جایی که او از جوانان مشکل‌دار، نادیده گرفته شده و بدسرپرست حمایت می‌کرد و به آنان مشاوره می‌داد. مواجه برادرش تد با مجازات اعدام دیوید را به یک فعال ضد مجازات اعدام تبدیل کرد.
در سال 2001، دیوید کزینسکی به عنوان مدیر اجرایی New Yorkers Against the Death Penalty (که از سال 2008 به نام New Yorkers for Alternatives to Death Penalty شناخته میشود) منصوب شد.
پس از ترک NYADP، دیوید به عنوان مدیر اجرایی Karma Triyana Dharmachakra که صومعه بودایی تبتی واقع در ووداستاک، نیویورک است، خدمت کرد.

## زندگی شخصی
دیوید کزینسکی با لیندا پاتریک ازدواج کرده و یک بودایی و گیاه‌خوار است.
او در سال ۲۰۰۹ مقاله‌ای را درباره‌ی رابطه‌اش با تد از کودکی تا بزرگسالی،‌ در مجموعه‌ای از مقالات به نام Brothers : 26 stories of love and rivalry منتشر کرد.